# Marco Cornelio Maluginense (tribuno consolare)
Marco Cornelio Maluginense (fl. IV secolo a.C.) è stato un politico romano del IV secolo a.C.

## Primo tribunato consolare
Nel 369 a.C. Marco Cornelio fu eletto tribuno consolare con Quinto Servilio Fidenate, Quinto Quinzio Cincinnato, Aulo Cornelio Cosso, Marco Fabio Ambusto e Gaio Veturio Crasso Cicurino.
Anche in quell'anno i romani cercarono di portare l'assedio a Velletri, ma come nell'anno precedente, i nemici di Roma riuscirono a resistere.
Intanto in città i tribuni della plebe, Gaio Licinio Calvo Stolone e Lucio Sestio Laterano  continuavano a portare avanti le loro proposte a favore della plebe, e i patrizi iniziavano a perdere il controllo degli altri tribuni, tramite il quale erano riusciti a bloccare le iniziative di Licinio e Sestio.
(Tito Livio, Ab Urbe condita libri, VI, 37)

## Secondo tribunato consolare
Nel 367 a.C. Marco Cornelio fu eletto tribuno consolare con Marco Geganio Macerino, Lucio Veturio Crasso Cicurino, Aulo Cornelio Cosso, Publio Manlio Capitolino e Publio Valerio Potito Publicola.
Alla notizia dell'avvicinarsi dei Galli, Marco Furio Camillo fu nominato dittatore per la quinta volta.

### Fonti primarie
- Tito Livio, Ab Urbe condita libri, Libro VI.